# スンナ派六大法学伝承集

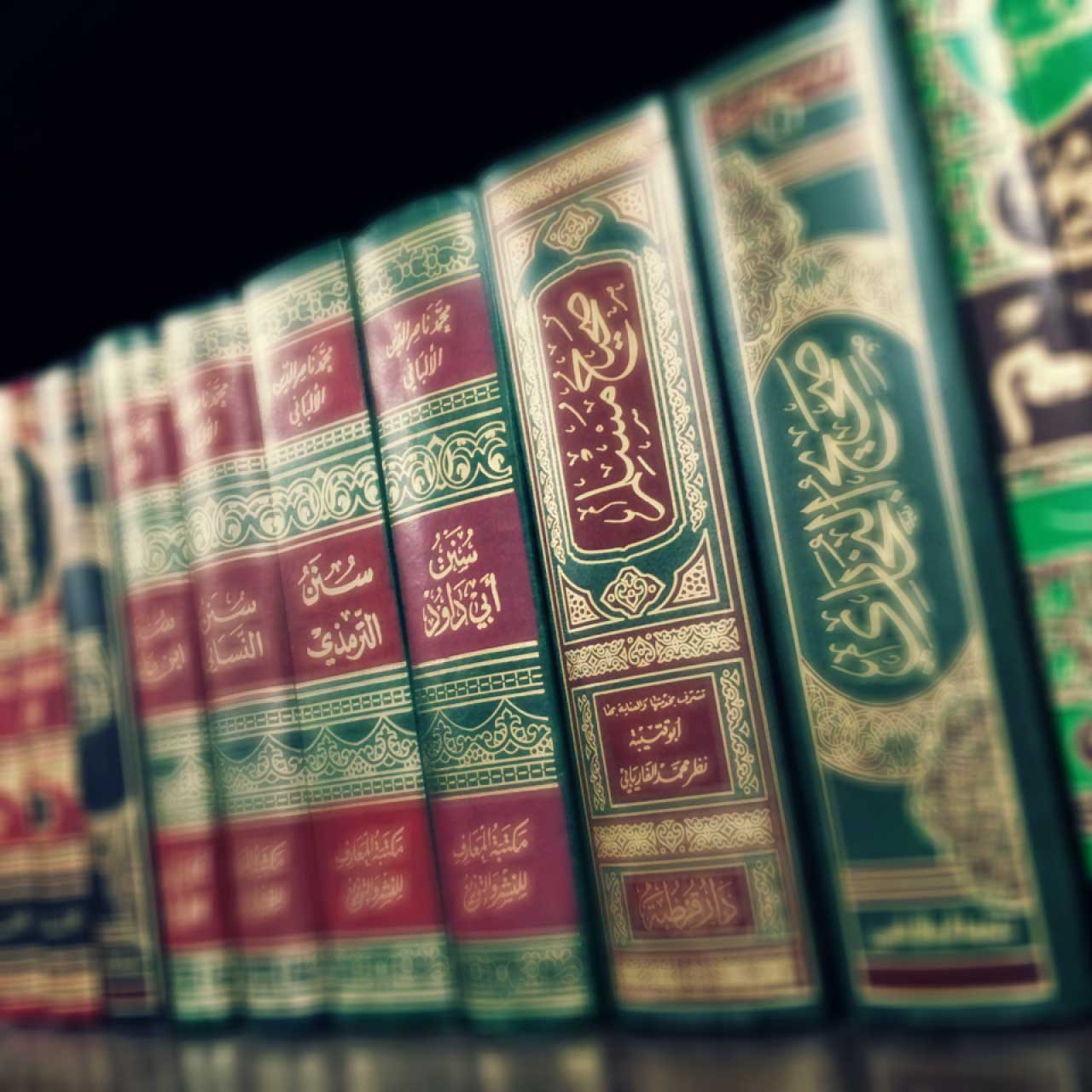
「六大伝承集」の一部の刊本の背表紙

スンナ派六大法学伝承集（Kutub al-Sitta）は、スンナ派イスラームにおいて最も権威のある、預言者ムハンマドのことばと行いに関する伝承（預言者のハディース）を集めて編纂された6つの書物のことをいう。六大伝承集のすべてが、9世紀から10世紀のあいだ、より詳細には、西暦840年から912年のあいだに編纂された。
六大伝承集を構成するハディース集は、ブハーリー（870年歿）による『サヒーフ』、ムスリム・イブン・ハッジャージュ（875年歿）による『サヒーフ』、アブー・ダーウード（889年歿）による『スナン』、ティルミズィー（892年歿）による『スナン』、ナサーイー（915年歿）による『スナン』、イブン・マージャ（887年又は889年歿）による『スナン』の6集とするのが一般的である。一部の法学者（イブン・アスィールなど。マーリキー法学派に多い。）はイブン・マージャの『スナン』に代えて、マーリク・イブン・アナスの『ムワッター』を六大伝承集に入れる。あるいはダーラクトニー（995年歿）の『スナン』を入れる学者もいる。イブン・マージャの『スナン』が収録するハディースは、マーリクあるいはダーラクトニーのハディース集のものより他の5集との重複が少ないため、六大伝承集の6つ目としての地位を勝ち得ている
ブハーリーとムスリムのハディース集は「真正な」ハディースのみを収録するという編纂方針のため名高く、「両真正集」あるいは「サヒーハイン」と呼ばれている。両真正集は10世紀のあいだに権威が高められた。両真正集を除く4集についてはまだ、ハディース研究の手がほとんど及んでいない。

## 名称について
6つのハディース集のうち、ブハーリーとムスリムのものが「サヒーフ」、残りが「スナン」というアラビア語で呼ばれることが一般的であるが、いずれのハディース集も「サヒーフ」あるいは「スナン」と呼ばれることがある。たとえば、ティルミズィーのハディース集は『ティルミズィーのスナン』と呼ばれることもあるし『ティルミズィーのサヒーフ』と呼ばれることもある。「スナン」とは慣行・範例を意味するアラビア語「スンナ」と同じような意味であり、イスラーム教徒が最後の預言者と信じるムハンマドが、信徒たちに模範として示した行為を意味する。「スナン」にハディース伝承が収録されることにより、「スンナ」の実践を理解し後世に伝えることが容易になっている。「サヒーフ」とは「健全であること」を意味し、伝統的なハディース学に則った手続により「真正である」と判断されたことを示す。6つのハディース集のうち、たとえばティルミズィーの『スナン』は「集成書」を意味するジャーミアとも呼ばれる。これはティルミズィーの『スナン』がムハンマドの「スンナ」に関連するハディースのほかに、あるトピックの「スンナ」に関連するハディースも集めているからである。

## カノニゼーション
六大伝承集（ Kutub al-Sittah ）のカノニゼーション（権威化）は、キリスト教における聖書のカノニゼーション（正典と偽典を別ける）とは異なる経緯をたどった。キリスト教では公会議を開催し、公会議における決定で正典と偽典を分別していったが、スンナ派イスラームにおいては段階的にカノニゼーションが進行した。まず、10世紀前後を通して両正伝集（サヒーハイン）の権威が浸透していき、この2書の周囲にさまざまな分野の文献（註解書など）が成立した。この動きを推進したのは、主にシャーフィイー派の法学者たちである。続く11, 12世紀ごろに残りの4書のカノニゼーションも同様の経緯で進行した。ウラマーらは法学的見解を作成する際に、それまでは個人的に知っていたハディースを引用していたが、徐々に既存のハディース集からの引用に頼るようになっていった。
六大伝承集（ Kutub al-Sittah ）というグルーピングをはじめて定義したのは、イブン・マージャの『スナン』をこれに加えた11世紀の学者、イブン・ターヒル・マクディスィー（イブン・カイサーラーニー）である。

## 重要性の序列

### 六大伝承集内の序列
スンナ派では、六大伝承集が他のハディース集よりも重要だという点ではおおむね意見が一致しているが、六大伝承集内での重要性の序列については法学派により意見が分かれている。
1. Sahih al-Bukhari, collected by Imam Bukhari (died 256 AH, 870 CE), includesα 7,563 ahadith (including repetitions, around 2,600 without repetitions)[11]
2. Sahih Muslim, collected by Muslim b. al-Hajjaj (died 261 AH, 875 CE), includes 7,500 ahadith (including repetitions, around 3,033 without repetitions)[12][13]
3. Al-Sunan al-Sughra (or Sunan al-Nasa'i), collected by al-Nasa'i (died 303 AH, 915 CE), includes 5,758 ahadith (including repetitions)[14]
4. Sunan Abi Dawud, collected by Abu Dawood (died 275 AH, 888 CE), includes 5,274 ahadith (including repetitions)[15]
5. Sunan al-Tirmidhi, collected by al-Tirmidhi (died 279 AH, 892 CE), includes 4,400 ahadith (including repetitions, only 83 are repeated)[16][17]
6. Sunan ibn Majah, collected by Ibn Majah (died 273 AH, 887 CE), includes 4,341 ahadith (including repetitions)[18]

イブン・ハジャルによると、サヒーハインには、重複を数えないとすると約7,000のハディースが含まれているα。
ムスリムによる『サヒーフ』をブハーリーによる『サヒーフ』よりも高位に置くウラマーもいるが、ごくまれである。ハディースを選ぶ基準は、ナサーイーによるものが理論上もっとも健全であるという説が有力であるが、ナサーイーの『スナン』には一部、「不良」と判断されるハディースが収録されているため、サヒーハインより低く位置付けられている。

### 六大伝承集に収録されたハディース間の序列
12世紀のマイヤーニシーは、六大伝承集に収録のものを含むすべてのハディースの信頼性を、サヒーハインを用いて次のようにランキングしている。
1. サヒーハインの両方に収録されているもの。
2. サヒーハインのいずれか一方にだけ収録されているもの。
3. ブハーリーとムスリムの真正性判断基準に照らして真正と判断できるがサヒーハインには収録されていないもの。
4. 伝承経路は良好であるが、ブハーリーとムスリムの真正性判断基準に照らして真正とは判断できないもの。

## 『サヒーフ・ブハーリー』
『サヒーフ・ブハーリー』はムハンマド・イブン・イスマーイール・ブハーリーにより編纂された。ブハーリーは本書を編纂するのに16年以上を費やした。『サヒーフ・ムスリム』の方が優れているという学者も少数ながらいるが、一般的には本書が群を抜いてすばらしいとされている。本書は、ハディースの真正性を収録基準とした最初のハディース集である。同様の試みはその後もなされたが、結局、本書と、後述する『サヒーフ・ムスリム」のみが長く使用され続けることになった。 『サヒーフ・ブハーリー』は97巻からなり、第2巻から第33巻がイバーダートに関するハディース、第34巻から第55巻が経済行為に関するハディースを収録する。残りの巻は特に何か明確なテーマが定められていないが、第1巻は使徒ムハンマドに下された最初の啓示に関するハディース、最終第97巻は締めくくりとしてタウヒードに関するハディースを収録している。本書は、複数の章に分割され、各章には章の主題を示す文言（あるいは章の主題に関連する文言）が示されているが、その文言とその章に含まれているハディースとの関係が明確でないケースも存在する。また、その文言には主題に関する議論が含まれる場合もあり、その場合はその章に収録されたハディースと当該議論との関係は明確である。ハディース自体とハディースに対する註釈を分離して記載する原則は、ハディースそれ自体とハディースに対する註釈とを混同する者がいるためハディース集には余計な文言を付加するべきではないというアフマド・イブン・ハンバルのことばと関係があるかもしれない。
ブハーリーは法学的問題（フィクフ）に関心があったはずだが、編纂したハディース集に収録されているハディースの大部分は、法学的問題とは無関係の、たとえば食事のエチケットのような問題のハディースである。

## 『サヒーフ・ムスリム』
『サヒーフ・ムスリム』はムスリム・イブン・ハッジャージュ・ナイサーブーリーにより編纂された。『サヒーフ・ブハーリー』と双璧を成す存在である。『サヒーフ・ムスリム』は序文でハディースの真正性に関する問題について議論し、これに続けて、本文では、ごく一部の例外を除いて、イスナードとマトンのみを収録し、議論は一切しないと述べる。本文は読者の便宜のため、主題ごとに全部で57つの章に分割されている。編纂者ムスリムは各章内部のハディースの配列は真正性の高いものから降順であると述べているが、いずれのハディースも彼の基準に従って真正であると判断されたものである。『サヒーフ・ムスリム』の刊本等には各巻に巻名が付けられているものがあるが、それらは編纂者ムスリムが付けたものではなく、後世の編集者の手によるものである。

## 『スナン・スグラー』
『スナン・スグラー』はアブー・アブドゥッラフマーン・ナサーイーにより編纂された。52巻からなる。ハディースは主題ごとに配列されており、主題のまとまりごとに短い説明が付されている。たとえば「偽りの宣誓により市場で物を売る者に関する章」と題された章では、この章題で「非難されるべき」とされた行為を描写するハディースが4つ記載されている。

## 『スナン・アビー・ダーウード』
『スナン・アビー・ダーウード』は、アブー・ダーウード・スライマーン・イブン・アシュアス・スィジスターニーにより編纂された。43巻からなる。ハディースを主題ごとに節に分類している。節見出しは、後続するハディースが実際の法学にどのような影響を与えるかを説明している。編纂者アブー・ダーウードによる序文が付されている。序文によると本書は、各節見出しで述べられている問題に関する最良質のハディースを集めており、人はそれに基づいて実践することができるという。アブー・ダーウードは約4,800のハディースを収録したと述べている。数々の異本があるなかで、典型的な手写本は、収録数がそれよりも200か300ほど多い。

## 『スナン・ティルミズィー』
『スナン・ティルミズィー』はムハンマド・イブン・イーサー・ティルミズィーにより編纂された。ティルミズィーはブハーリーの弟子である。40巻からなり、各巻は主題ごとに複数の章に分かれる。たとえば「旅行中もしくは旅行中でない者が革製の靴下で濡れた手を拭くことに関して」のように章題が設定されている。ティルミズィーにとって、収録したハディースの多くは法的ルールそのものに直接関係している。彼にとって本書はたんにハディースをリストアップしただけのものではない。本書では、紹介しているハディースが関係する、彼が実際に経験した問題について筆が割かれている。

## 『スナン・イブン・マージャ』
『スナン・イブン・マージャ』はイブン・マージャ・カズウィーニーにより編纂された。37巻からなる。4,350 個のハディースを収録、そのうち 1,552 個は他の5書に収録されていないものである。節見出しが節と節の間に挟まることにより、複数の節に分割されている。数多くの「不良」とされるハディースを含む。そのうち 30個については、ハディース学者により捏造であるという一般的な合意が得られている。これが原因で、「六大伝承集」という呼び名を使わず「五大伝承集」という言い方をしたり、『スナン・イブン・マージャ』に代えてマーリク・イブン・アナスの『ムワッター』やダーラクトニーの『スナン』を入れて「六大伝承集」としたりする学者もいる。

## 補完的な著作群
「六大伝承集」に良質かつ有用なハディースを追加して、「六大伝承集」を補完するようなハディース集を編纂しようとした学者は多い。たとえばアフマド・イブン・ハンバルの『ムスナド』のような、大規模で重要な著作には、「六大伝承集」に含まれていないハディースが数多く引用されている。（なお、『ムスナド』内のハディースは Tabarani, Abu Ya'la, and Bazzar のハディース集にはある）14世紀のヌールッディーン・ハイサミーの著作 Majmaʿ al‐zawāʾid は、過去の有名な著作に引用されているけれども「六大伝承集」には収録されていないハディースを、その真正性の吟味も併せて1つにした著作である。15世紀のイブン・ハジャル・アスカラーニーの著作 Fath al-Bari は、『サヒーフ・ブハーリー』の註釈書であると同時に、ブハーリーが議論する主題に関連するハディースであって『サヒーフ・ブハーリー』に収録されていないハディースを追加する補完的な著作である。イブン・ハジャルの選定基準は脆弱（ダアイフ）は排除し、少なくとも良質（ハサン ḥasan ）と判断されるもののみを載せるというものである。

## 註釈
^α 『サヒーフ・ブハーリー』と『サヒーフ・ムスリム』には、マトンが同一でイスナードが異なるというケースが多い。また、ある章で紹介されたハディースと同一マトンかつ同一イスナードのハディースが、別の章で紹介されるというケースが、特に『サヒーフ・ブハーリー』に多い。マトンの文言がどの程度以上異なれば別のハディースとみなすのか、イスナードが異なれば別のハディースとみなすのかといった点に関して、学者間で一致した見解はない。数え方の違いがあるため収録総数にも違いがある。